# Surface and Interface Analysis
Surface and Interface Analysis (abrégé en Surf. Interface Anal.) est une revue scientifique à comité de lecture. Ce mensuel publie des articles de recherches originales dans le domaine de la caractérisation des surfaces, interfaces et couches minces.
D'après le Journal Citation Reports, le facteur d'impact de ce journal était de 0,998 en 2009. Le directeur de publication est John F. Watts (Université de Surrey, Royaume-Uni).